# Jean-Patrick Nazon
Jean-Patrick Nazon (ur. 18 stycznia 1977 w Epinal) – francuski kolarz.
Ściga się w gronie profesjonalistów z UCI Pro Tour.